# Miraveche
Miraveche est une commune d'Espagne dans la communauté autonome de Castille-et-León, province de Burgos. Elle s'étend sur 22,703 km2 et comptait environ 89 habitants en 2011.